# Talbot-Lago Record
La Talbot Lago-Record Type T26 fut une automobile de distinction construite par le constructeur français Talbot, conçue pour une clientèle exigeante, qui arborait une motorisation à six cylindres. Son lancement, survenu en 1946, marqua une époque où l’industrie automobile, en proie à de nombreuses vicissitudes, cherchait à renouer avec des modèles de prestige. Ce véhicule se distingua par ses lignes élégantes et sa finition soignée, propres à une voiture de direction. Cependant, dans un contexte économique marqué par l’effondrement financier prolongé de la firme Talbot, l’avenir de la T26 devint incertain. En effet, bien que ce modèle connût un certain succès, il apparut que ses dernières unités furent probablement produites aux alentours de 1953.
La gamme proposée comprenait des berlines et des coupés, à quatre ou deux portes, dont la carrosserie était intégralement en acier. De nombreux carrossiers, soucieux de satisfaire une clientèle aisée, confectionnèrent des carrosseries sur mesure. Toutefois, le contexte économique défavorable limita considérablement la production de ces modèles uniques.
Il existait également une version sportive, raccourcie, connue sous la dénomination de Talbot Lago-Grand Sport Type T26.

## Contexte et lancement

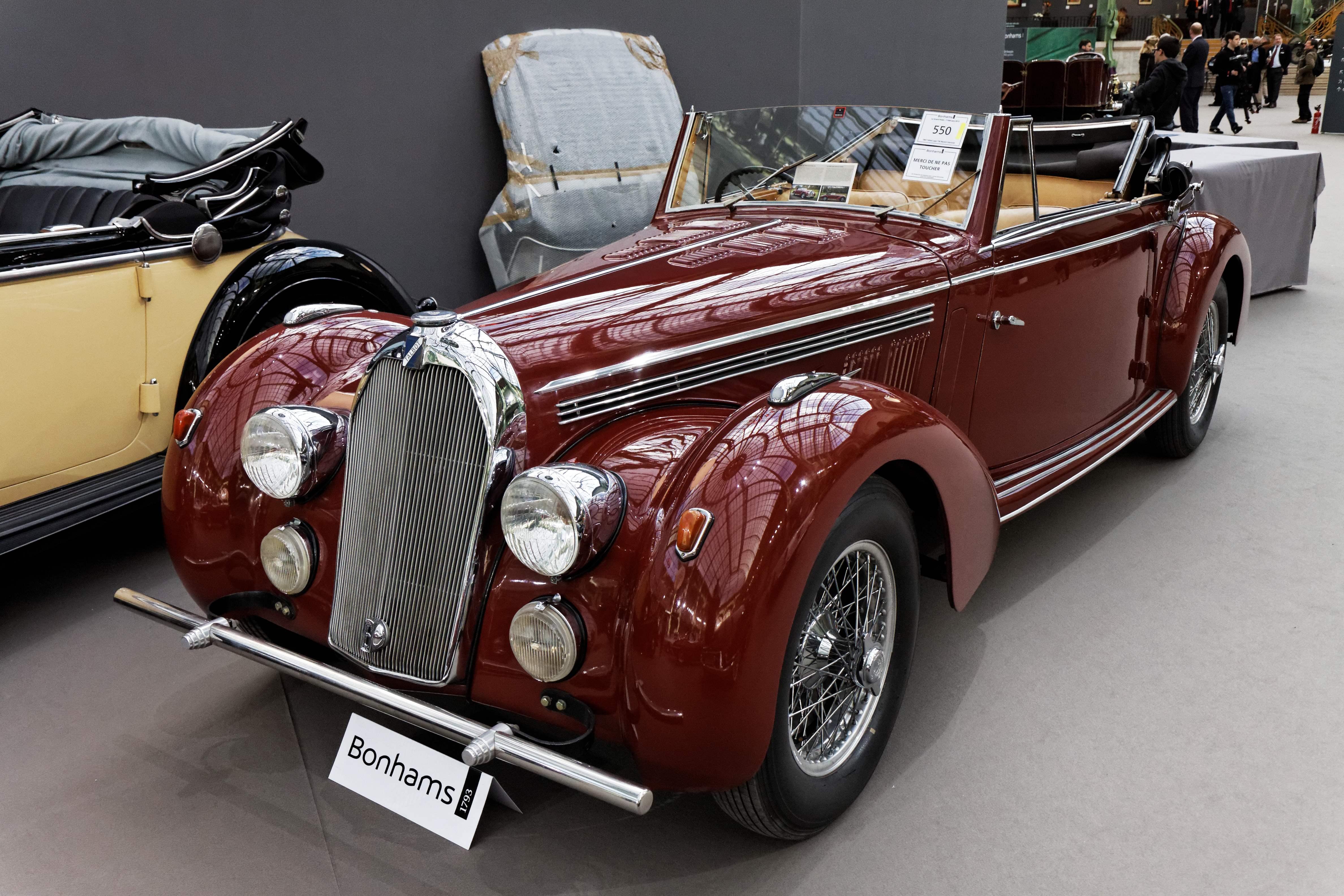
Cabriolet Talbot Lago T26 Record

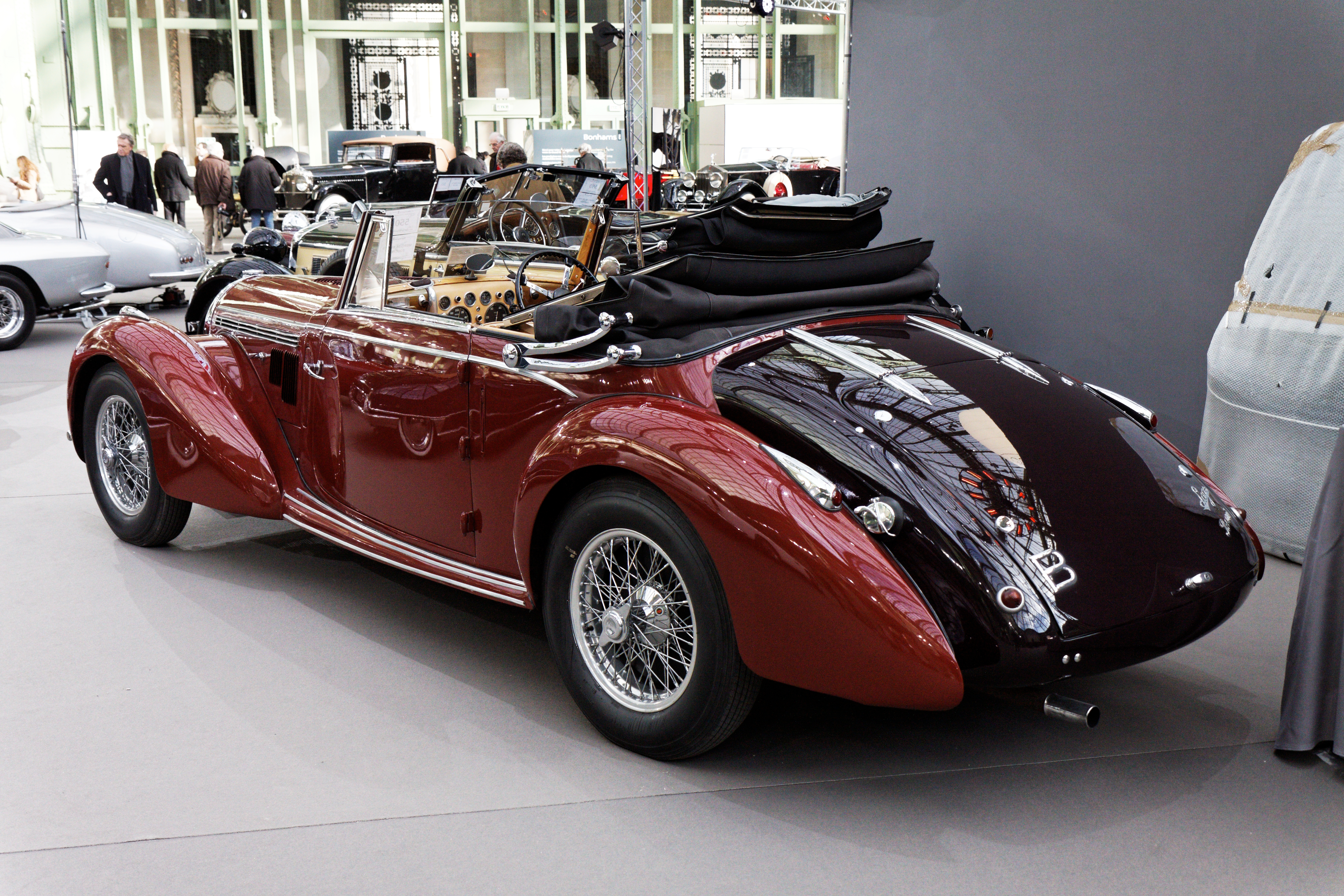
Vue arrière du cabriolet Talbot Lago T26 Record

## Voiture de course

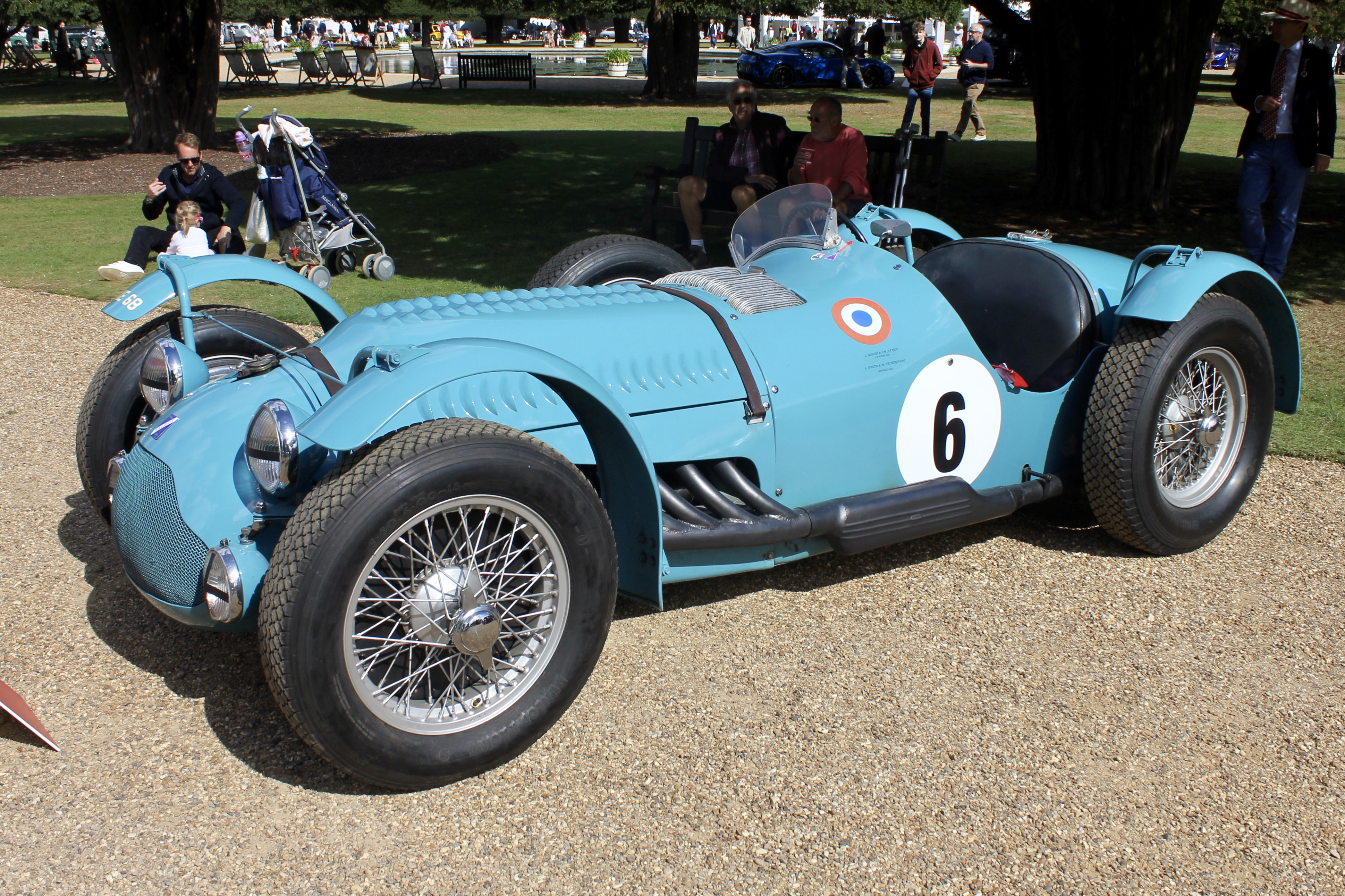
Voiture de course Talbot Lago T26 GS de 1950, au Concours d'élégance 2019, au palais de Hampton Court

La Talbot-Lago T26 Record se distinguait par une puissance fiscale de 26 ch et une force motrice réelle revendiquée de 170 ch, transmise aux roues arrière par l'entremise d'une boîte de vitesses pré-sélective Wilson à quatre rapports. Ce puissant mécanique propulsait l'auto à une vitesse de pointe annoncée de 170 km/h. Presque toutes les berlines Talbot commercialisées à la fin des années 1940 étaient habillées de carrosseries conçues et réalisées au sein des vastes ateliers de la marque. L'offre se concentrait principalement sur les élégantes « autocars » à deux portes ou les berlines à quatre portes, mais un cabriolet à deux places venait compléter la gamme. Quelques modèles d'exception, revêtus de carrosseries réalisées par d'éminents carrossiers tels que Graber, venaient enrichir cette proposition. 

## Nouveaux corps pour 1952
En 1951, au moment où les rapports relatifs aux difficultés financières de la société prenaient de l'ampleur, une nouvelle carrosserie au design « Ponton » fut présentée. Les empattements furent conservés à partir des modèles antérieurs. Bien que cette nouvelle voiture fût remarquable par son caractère résolument moderne sous plusieurs aspects, elle se distinguait notamment par son pare-brise avant, désormais divisé en deux parties, là où son prédécesseur arborait un vitrage unique et plat. Ce changement semblait refléter les défis de l’époque, qui consistaient à allier la solidité d’un pare-brise avec un verre courbé, tout en maintenant un prix et une qualité acceptables. La lunette arrière, initialement de grande taille, céda place, lors d’un restylage un an plus tard, à une version dite « panoramique », à trois parties, laquelle fut présentée au Salon de l’automobile de Paris en 1952. Les caractéristiques techniques du moteur demeurèrent inchangées, tout comme la vitesse maximale annoncée de 170 km/h, bien que la nouvelle carrosserie fût alourdie de quelque 100 kg par rapport à son prédécesseur. 

## Commercial
Le prix annoncé pour une Talbot Record T26 à carrosserie en acier standard, au printemps 1948, était de 1 250 000 francs. À cette époque, ni le marché automobile français ni la stabilité monétaire n'avaient retrouvé un état de normalité après les perturbations causées par la guerre. De plus, en raison de son statut de modèle haut de gamme, la Talbot se trouvait sans véritables concurrents directs à même de servir de comparaison, car les constructeurs automobiles de luxe français d’avant-guerre peinaient à retrouver une place dans le monde d'après-guerre. Quelques échelons plus bas dans la hiérarchie, la Ford V8, annoncé au Salon de l'automobile de Paris en 1947, était proposé au prix de 330 750 francs, tandis que la version six cylindres de la Citroën Traction Avant était affichée à 330 220 francs pour ceux en mesure d'acquérir une voiture neuve. Il convenait donc qu'un acquéreur de la Talbot T26 devait disposer d'environ quatre fois le prix des berlines six cylindres de haut de gamme issues des gammes grand public. Cinq ans plus tard, lors du Salon de l'automobile de Paris de 1952, une version standard à carrosserie en acier de la Talbot T26, désormais dotée d'une carrosserie moderne et imposante, était proposée au prix de 2 250 000 francs. La V8 de Ford avait alors cédé la place à la Ford Vedette, affichée au prix de 935 000 francs, tandis que le tarif de la version six cylindres de la Citroën Traction Avant avait été réajusté à 829 920 francs. 